# دروس في التحليل (كتاب)

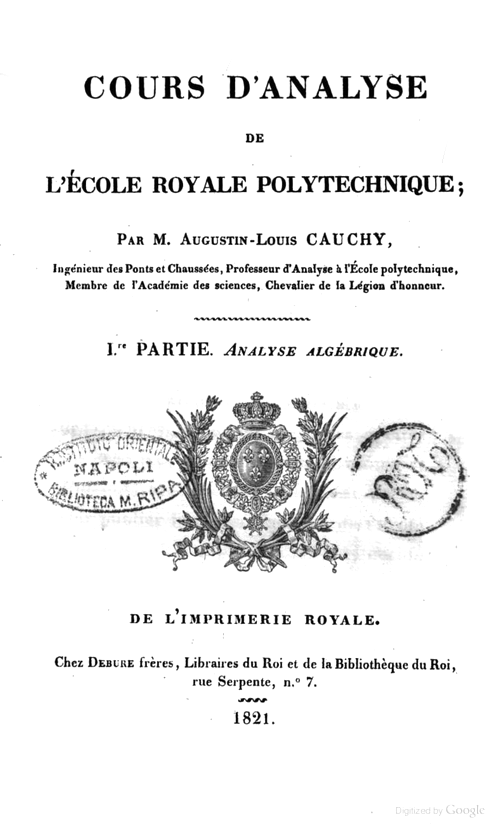
غلاف الكتاب حيث العنوان

دروس في التحليل (بالفرنسية: Cours d'Analyse)‏ هو كتاب في مجال التفاضل والتكامل نشره عالم الرياضيات الفرنسي أوغستين لوي كوشي في عام 1821.
على سبيل المثال، احتوى هذا الكتاب في صفحتة الثانية والثلاثين على نص مبرهنة القيمة الوسطية.